# Betpouey
Betpouey (gaskognisch Bèthpuei) ist eine französische französische Gemeinde mit 80 Einwohnern (Stand 1. Januar 2022) im Département Hautes-Pyrénées in der Region Okzitanien; sie gehört zum Arrondissement Argelès-Gazost und zum Kanton La Vallée des Gaves.

## Lage
Betpouey liegt im Süden des Département Hautes-Pyrénées rund 39 km (Luftlinie) südlich von Tarbes. Der Ort liegt am nördlichen Abhang des Bergs Mont Agut (2163 m. ü. M.) nahe dem Fluss Bastan und zudem im Nationalpark Pyrenäen. Es ist Teil der Region Lavedan und dessen Unterregion Vallée de Barège. Höchster Punkt der Gemeinde ist die Bergspitze des Pic de la Coume de l’Ours (2854 m. ü. M.) ganz im Südosten der Gemeinde.
Die Gemeinde besteht aus dem Dorf Betpouey und zahlreichen Einzelgehöften.

## Geschichte
Erste namentliche Erwähnungen erfuhr Betpouey als De Bet Puey und Bed Pui im Kopialbuch von Bigorre im 12. Jahrhundert. Im frühen Mittelalter wechselte die Herrschaft häufig (Westgoten, Basken, Franken, Sarazenen). Danach war der Ort jahrhundertelang unter der Herrschaft des Königreichs Aquitanien respektive des Herzogtums Gascogne. Von 900 bis 1609 gab es eine Grafschaft Bigorre innerhalb der vorgenannten Gebiete. Ein Untergebiet dieser Herrschaft war die Region Lavedan, der Betpouey zugehörig war. Im Hundertjährigen Krieg war Betpouey manchmal unter englischer, manchmal unter französischer Herrschaft. Von 1425 bis 1609 gehörte der Ort als Teil der Grafschaft Bigorre zur nur lose mit Frankreich verbundenen Grafschaft Foix. Weil der letzte Herrscher dieser Grafschaft, König Heinrich II. aus dem Hause Bourbon, 1589 den Thron von Frankreich (als Heinrich IV.) bestieg, waren die Orte der Region von 1609 bis 1789 Krondomäne. Die Gemeinde gehörte von 1793 bis 1801 zum District Argelès. Zudem war sie von 1793 bis 2015 Teil des Kantons Luz-Saint-Sauveur. Mit Ausnahme der Jahre von 1926 bis 1942 (Arrondissement Bagnères) war Betpouey seit 1801 verwaltungstechnisch Teil des Arrondissements Argelès-Gazost.

## Bevölkerungsentwicklung
| Jahr                       | 1962 | 1968 | 1975 | 1982 | 1990 | 1999 | 2006 | 2012 | 2020 |
| Einwohner                  | 218  | 204  | 159  | 147  | 141  | 128  | 112  | 118  | 84   |
| Quellen: Cassini und INSEE |      |      |      |      |      |      |      |      |      |

Im 19. Jahrhundert zählte der Ort immer über 500 Einwohner. Die zunehmende Mechanisierung der Landwirtschaft führte zu einem kontinuierlichen Absinken der Einwohnerzahlen bis auf die Tiefststände in neuerer Zeit.

## Sehenswürdigkeiten
- romanische Kirche Saint-Sébastien (12.–14. Jahrhundert)
- zahlreiche alte Häuser
- Lavoir im Dorfzentrum

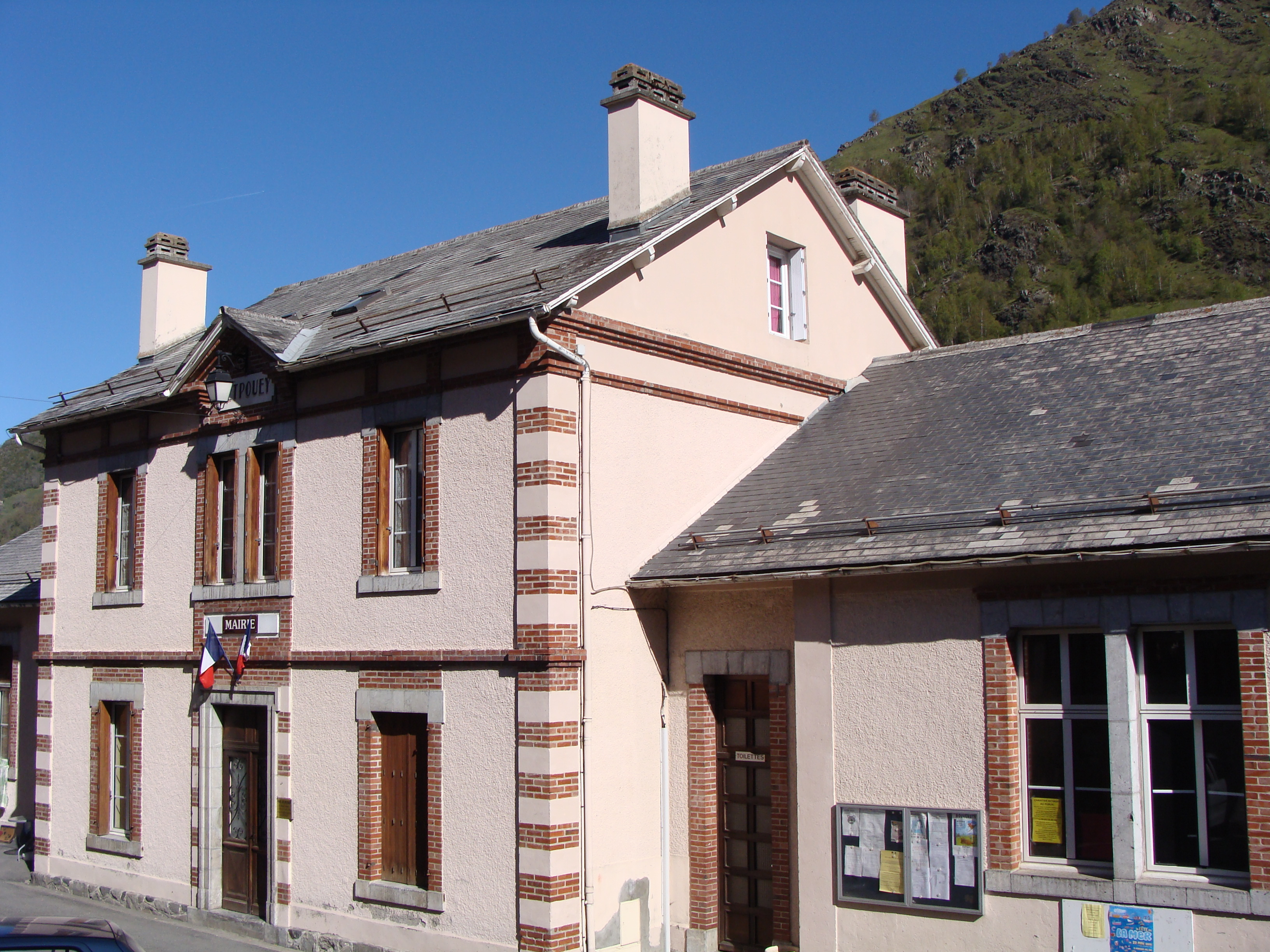
Mairie (Rathaus) von Betpouey
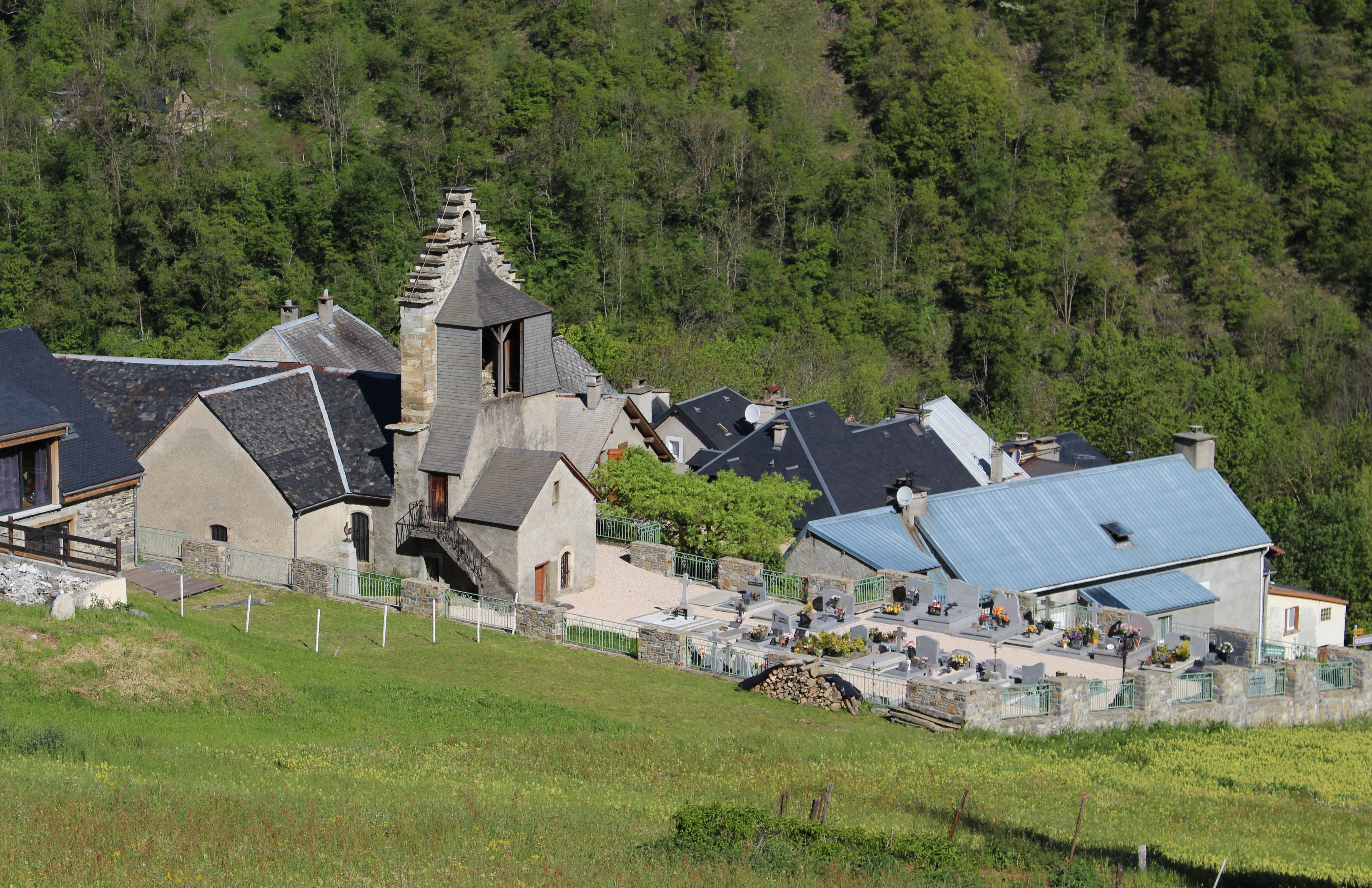
Kirche Saint-Sébastien
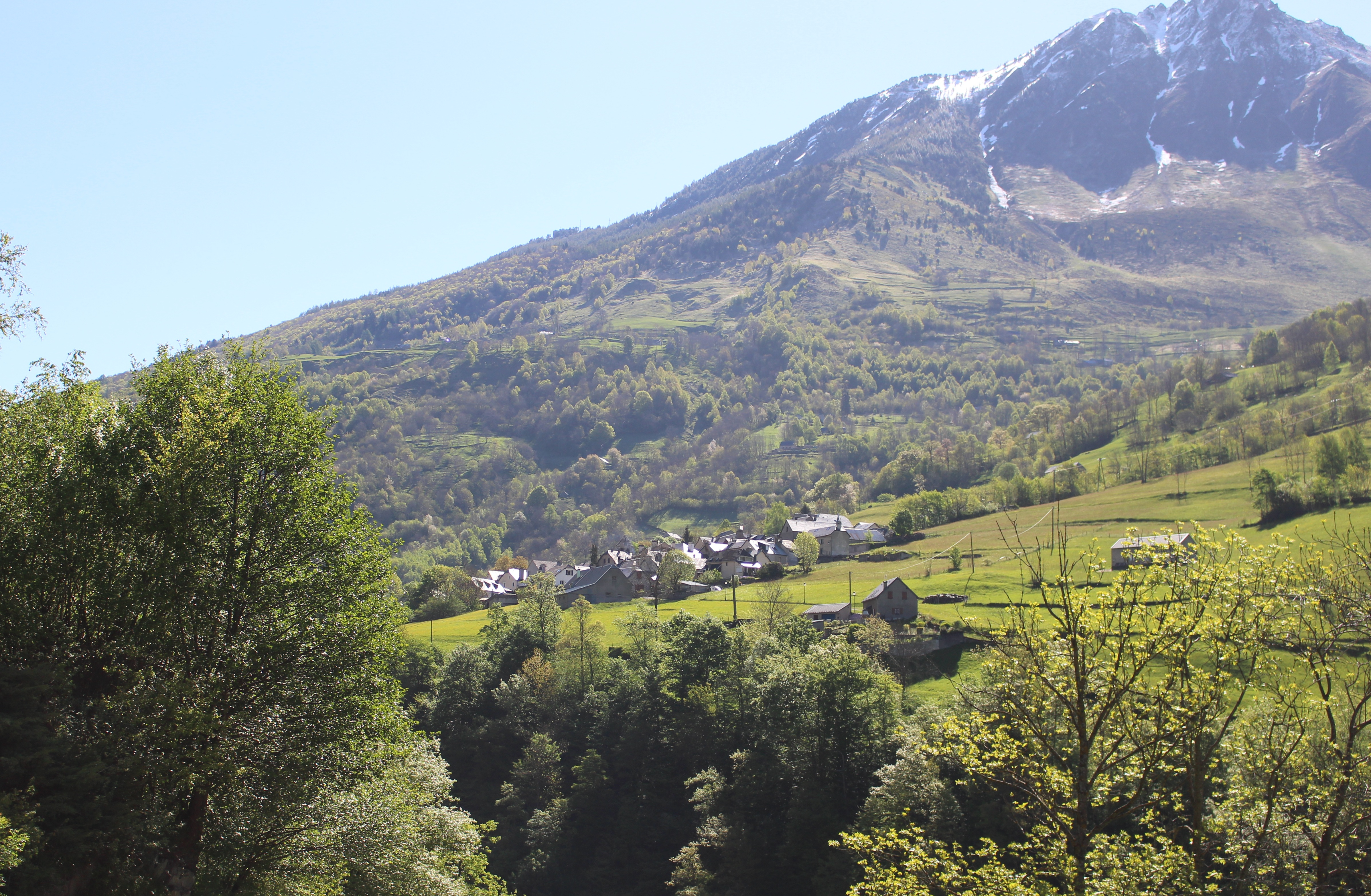
Blick auf Betpouey
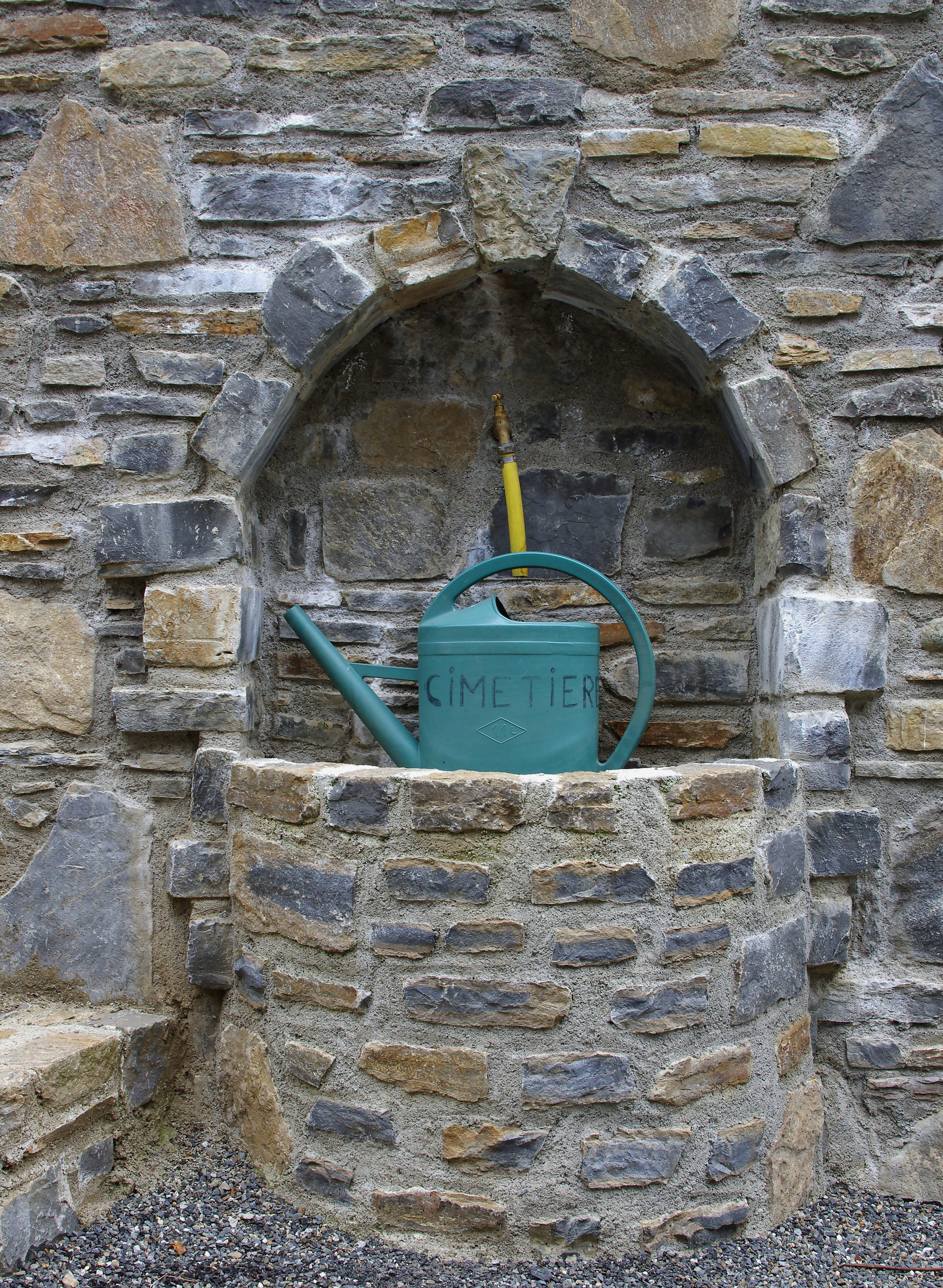
Brunnen auf dem Friedhof
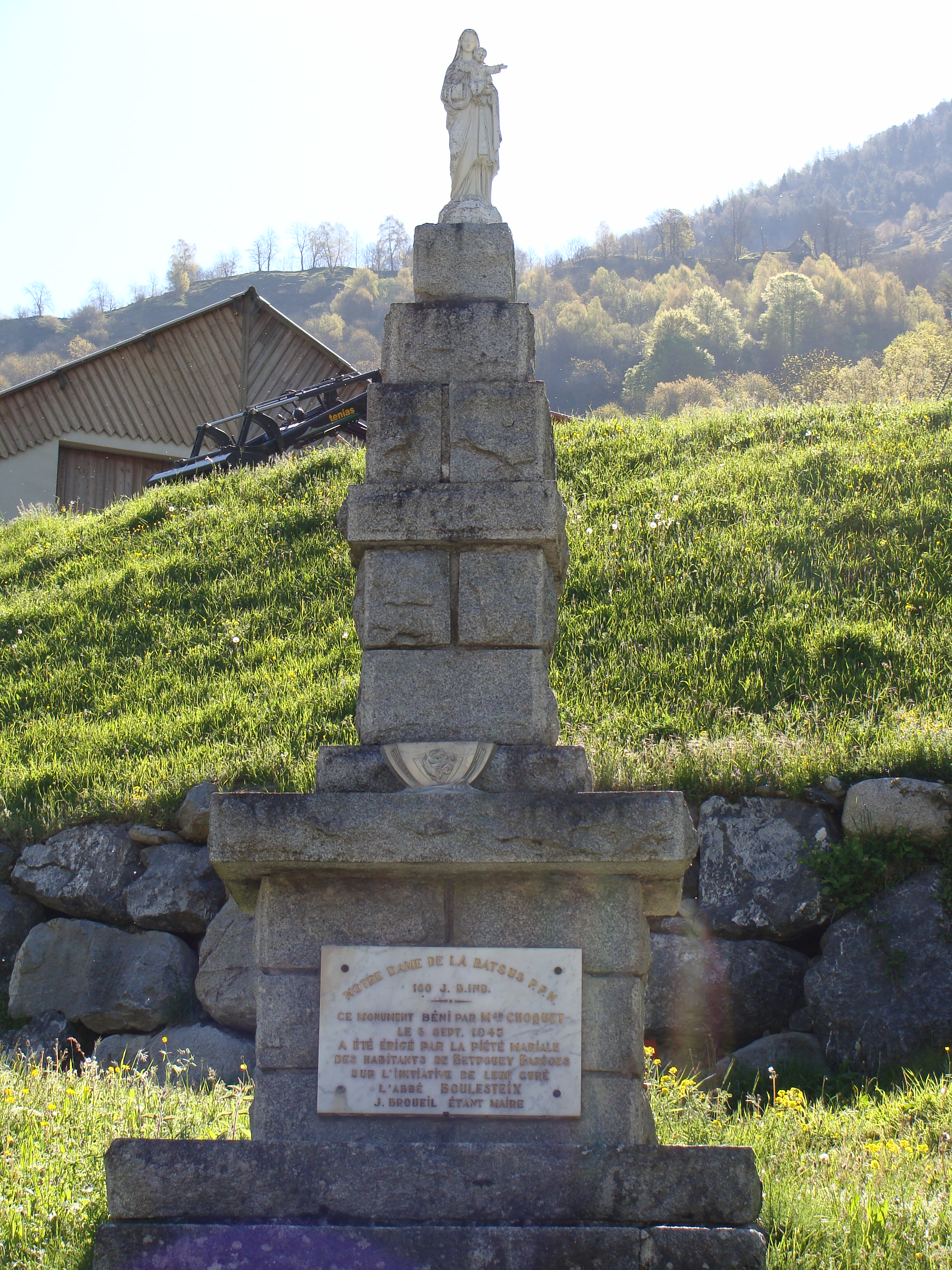
Statue Notre dame de la Batsus
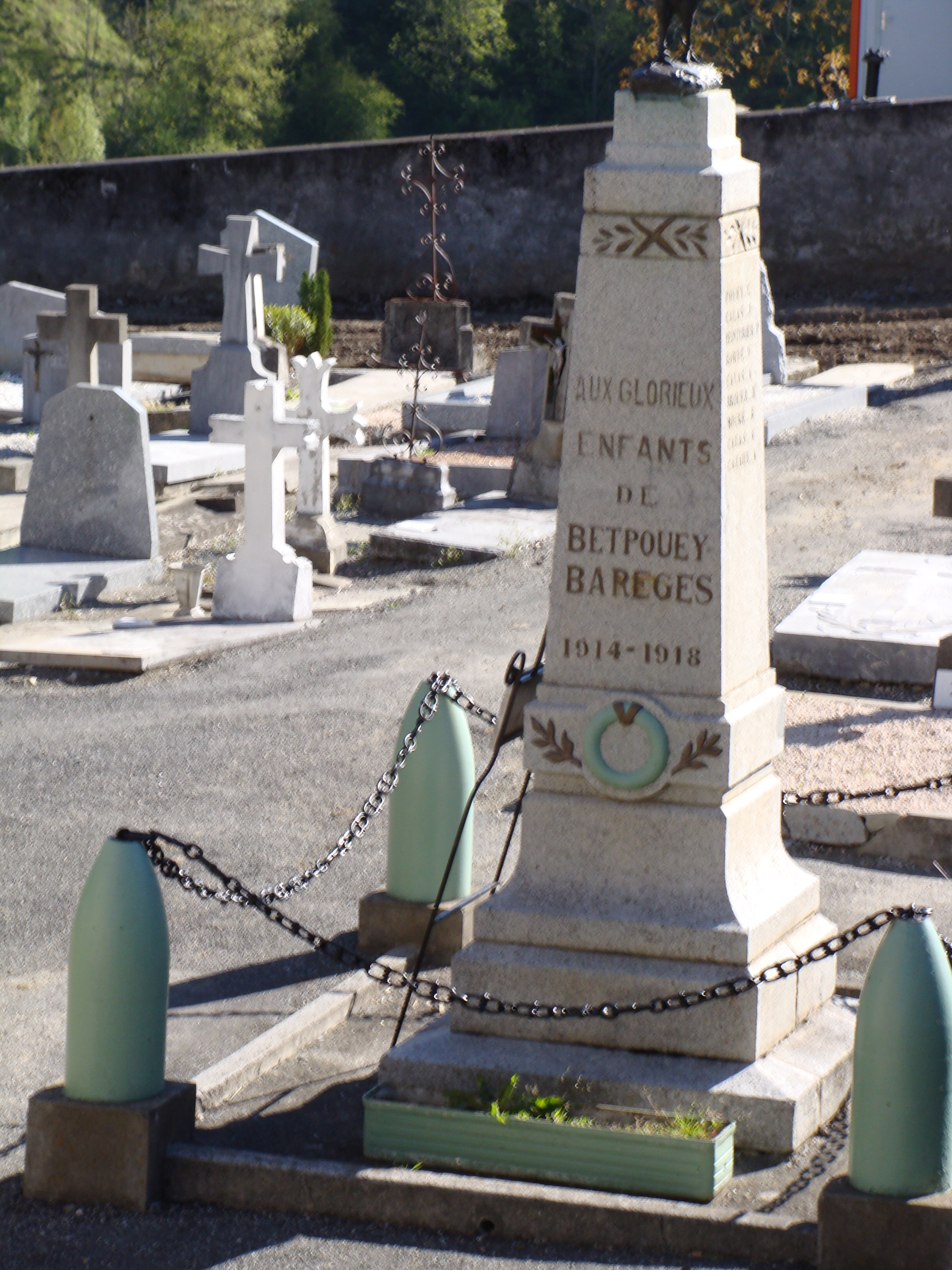
Denkmal für die Gefallenen